# 阿特加泽内站
阿特加泽内是里加-叶尔加瓦铁路线上的一个火车站，车站建于1928年。该车站位于拉脱维亚首都里加市南部的阿特加泽内。